# Franke (musikgrupp)
Franke är en musikgrupp från Göteborg bestående av bröderna Nicklas (sång och synt) och Fredrik Franke (gitarr och sång), Alexander Hall (bas), Ramo Spatalovic (trummor), Robert Eklund (gitarr) och tidigare Pontus Wallgren (gitarr). Texterna sjungs på svenska och präglas av svärta, alienation och problematiserad kärlek. Musikaliskt hör Franke hemma i en alternativ indiepop-fåra med hårda distade riff som i kombination med texterna signalerar desperation och rotlöshet. Debutalbumet Optimismens hån (2003) gavs ut av independent-bolaget Service. Det producerades av Björn Olsson.
Hösten 2008 blev det klart att Franke bytte skivbolag till Luxury. I december 2008 släpptes singeln "Skinnad / 90-60-90" (7" + download), och den 14 januari 2009 kom Frankes andra studioalbum, Det krävs bara några sprickor för att skapa ett mönster. Den här gången producerades albumet av Mattias Glavå.
Franke har tagit ställning mot den kommersiella skivbranschen och känt sig som en främmande fågel i densamma. Franke har uttalat att de känner släktskap med The Bear Quartet och deras kompromisslösa inställning mot att vara säljande och ständigt tillgängliga för media och branschfolk.[källa behövs]

## Diskografi
- 2002 – Aldrig förstå / Jag älskar dig (7", singel) (Dolores)
- 2003 – Optimismens hån (CD, studioalbum) (Service)
- 2003 – Ställs mot dig (CD, maxisingel) (Service)
- 2008 – Skinnad / 90-60-90 (7", singel) (Luxury)
- 2009 – Det krävs bara några sprickor för att skapa ett mönster (CD, studioalbum) (Luxury)